# Vittorio Parisi (cantante)
Vittorio Parisi (Napoli, 28 febbraio 1892 – Napoli, 11 luglio 1955) è stato un cantante italiano.

## Biografia
Vittorio Parisi nacque a Napoli il 28 febbraio 1892 da Federico e da Maria Matania, preceduto dal fratello Pasquale e dalle sorelle Adele e Margherita. Proveniente da una famiglia di modestissime condizioni economiche, tentò durante l'adolescenza i più umili mestieri manuali e, contemporaneamente, si dedicò allo studio della musica, in particolar modo al canto lirico.
Nel 1919 iniziò la sua carriera da tenore, debuttando al Teatro della Pergola di Firenze nel ruolo del Conte d'Almaviva ne Il barbiere di Siviglia di Rossini.  Appartenente alla categoria dei cosiddetti "tenori di grazia", Parisi sviluppò una promettente carriera operistica, cantando a Venezia, Roma e Bologna. Il 19 marzo 1921, per la prima volta, ebbe la soddisfazione di salire sul palco del San Carlo, il leggendario teatro della sua città, sempre ne Il barbiere di Siviglia e sotto la direzione di Edoardo Mascheroni, che avrebbe poi rappresentato anche nell'aprile dell'anno successivo.
Nell'agosto dello stesso anno Salvatore Papaccio aveva accettato di presentare la canzone Silenzio cantatore ad un'audizione della Casa Editrice La Canzonetta, che si sarebbe svolta al Salone Margherita di Roma, ma, preso da un attacco di nostalgia causata dal morboso attaccamento alla sua città, si rese indisponibile per l'appuntamento. Evemero Nardella, allora, consigliò a Francesco Feola, direttore de La Canzonetta, di chiamare a sostituirlo il giovane Parisi, reduce da una stagione lirica ricca di successi. Al cantante, che sognava di diventare il nuovo Caruso, la proposta sembrò quasi un'offesa, tanto che, per non rifiutare il gentile invito del maestro, chiese come compenso la cifra di 500 lire a sera (la stessa che era stata data a Papaccio), convinto che avrebbe ottenuto un diniego. Feola invece accettò e Parisi, con enorme stupore, firmò il lauto contratto, diventando, in seguito alle calde e prolungate ovazioni ottenute con Silenzio cantatore, uno dei più acclamati cantanti del periodo. Da allora, dalla stampa e dal pubblico, venne inventata un'accesa sua rivalità con Papaccio, creando ad arte due partiti contrapposti, parisiani e papacciani, che rimarcavano in senso modernamente commerciale le loro differenze stilistiche. I due cantanti, invece, erano legati da una profonda amicizia e stima, e, insieme al più anziano Gennaro Pasquariello, vennero definiti le tre "P" della canzone napoletana.
Sempre nel 1922 Parisi lanciò con successo al Teatro Politeama 'E pparole d' 'o core e l'anno successivo, al cinema-teatro Santa Lucia, il pubblico rispose con lo stesso entusiasmo ascoltando i brani Maria 'a riggina 'e Napule e Tutt' 'e Marie, presentati dal cantante in occasione di una serata organizzata da Libero Bovio per la Casa Editrice Santa Lucia. Nel 1924 partecipò alla prima Piedigrotta Rossi, portando in gara i brani 'A terra mia, Careno 'e fronne (Malincunia d'autunno) e Lo stornello del rimpianto. Successivamente prese parte alla prima Piedigrotta Marechiaro, gareggiando con le canzoni 'A varca nova, Mandulinata 'e stelle e Nido azzurro. Nello stesso anno incise per l'etichetta discografica Phonotype i 78 giri Dorme Maria/Mandulinata 'e stelle e 'A terra mia/Figliole 'e Napule. Lanciò anche il brano Qui fu Napoli, che però non incise, mentre il 3 ottobre incise la canzone Ammore gnurante.
Nel 1925 prese parte alla seconda edizione della Piedigrotta Rossi con il brano Sola tu. Nel 1928 incise il brano Quanno tramonta 'o sole e nel 1929 Chella d' 'e rrose, un grande successo del quale fu il primo interprete.
Nel 1930 lanciò al Teatro Augusteo la canzone Dicitencello vuje, che poi incise insieme a Connola d'ammore per La voce del padrone. Nello stesso anno, inoltre, incise Ammore canta, 'A canzone d' 'a felicità, Chella ca cerca 'o core, Tutta pe' mme, Maria 'a riggina 'e Napule, Tutt' 'e Marie, Comme o zuccaro, 'A retirata, 'A sirena, Fantasia e Palomma 'e notte.
All'inizio degli anni trenta Parisi intraprese una lunga tournée negli Stati Uniti, dove trovò grande successo esibendosi in coppia con Gilda Mignonette, considerata la regina degli emigranti. Nel 1931 incise il 78 giri Adduormete cu mme/Nun me scetà, due brani scritti da Ernesto Murolo e musicati da Ernesto Tagliaferri, il secondo dei quali eseguito in duetto con la Mignonette.
Nel 1932, presso il Casinò Municipale di Sanremo, si tenne il primo Festival Napoletano. Parisi ne prese parte ed interpretò i brani Ammore canta, Marechiare e Torna a Surriento, in coppia con Ferdinando Rubino. Con il cast al completo eseguì invece Lariulà, Napule e 'O paese d' 'o sole.
Nel 1934 il cantante interpretò al Festival di Piedigrotta il brano Passione, che poi incise. Nello stesso anno registrò anche I' te vurria vasà e Mandulinata a Napule, insieme al soprano Rosetta Ferlito. Al Festival di Piedigrotta tornò nel 1938, lanciando la canzone 'Na sera 'e maggio e nello stesso anno registrò, inoltre, le canzoni Canzona 'e ll'ammore addurmuto e Dincello tu.
Durante il concorso di Piedigrotta del 1939 Parisi eseguì per la prima volta un brano tratto dalle sue composizioni, Serenata all'antica, scritto in collaborazione con il cugino Ugo Matania, pittore e illustratore di copertine per Mattino illustrato. Nello stesso anno, in veste di cantante, prese parte al film Napoli che non muore.
Nel 1946, dopo i turbolenti anni del secondo conflitto mondiale, Parisi effettuò le sue ultime incisioni per la Fonit, con i 78 giri Chi parla 'e Napule/Chi si?, Varca luntana/Autunno malinconico, Serenata d' 'e tre canzone/Tre corde, Varca lucente/Tammurriata ggelosa, Nun me lassà/Parlame 'e Napule, Bbona furtuna/Nun sai chiagnere, Serenata a tarantella/Via nova, Fisarmonica luntana/Suspiro 'e chitarra, Malincunia d' 'a sera/Duje core 'nnammurate e Vierno/Palomma.
Dopo un attacco di cuore nel 1949, fu costretto a rallentare la sua attività e a ritirarsi definitivamente dalle scene nel 1951, dedicandosi alla composizione di molte poesie e all'insegnamento di canto, che aveva iniziato con molto impegno già dai primi anni quaranta. Tra i suoi allievi ci fu il giovane Guglielmo Chianese, futuro Sergio Bruni, che il 14 maggio 1944 presentò davanti al pubblico del Teatro Reale.
Ai primi di luglio del 1955 venne pubblicato il suo volume di poesie Fattarielle 'e ll'età, illustrato dalla nipote Tullia Matania. L'11 dello stesso mese, all'età di 63 anni, Vittorio Parisi si spense nella sua Napoli a causa di un infarto, sussurrando dolcemente alla sorella Margherita: "Stuta 'a luce, me sto addurmenno".

## Discografia parziale

### 78 giri
- 1924 – Dorme Maria/Mandulinata 'e stelle (Phonotype, E 3951)
- 1924 – 'A terra mia/Figliole 'e Napule (Phonotype, E 3952)
- 1926 – Musica napulitana/Voglio a tte (Phonotype, E 4023)
- 1926 – Ammore gnurante/'O suonatore 'e mandulino (Phonotype, E 4073; lato B cantato da Raffaele Balsamo)
- 1926 – Biondo corsaro/Notti giapponesi (Phonotype, E 4263)
- 1927 – Sempe pe' tte Marì/Stelle napulitane (Phonotype, E 4311)
- 1928 – Surdato 'e leva/Pass' a bandiera (Phonotype, E 4701)
- 1928 – Voglio cagnà paese/Connola d'ammore (Phonotype, E 4737)
- 1928 – Dorme Maria/Addio felicità (Phonotype, E 4918)
- 1928 – Figliole 'e Napule/Voglio sunnà cu te (Phonotype, E 4960)
- 1929 – Avana/Amapola (Phonotype, E 5119)
- 1929 – Chitarrata/'O sole mio (Phonotype, E 5157)
- 1929 – Avana/Siberiana (Phonotype, E 5166)
- 1929 – Ammore che gira/Uocchie c'arraggiunate (Phonotype, E 5171)
- 1929 – Chella d' 'e rrose/Aspett' a mme!... (Phonotype, E 5182)
- 1930 – Surdate d' 'e surdate/'A canzone d' 'a felicità (Phonotype, E 5207)
- 1930 – 'E bersagliere/'A ritirata (Phonotype, E 5233)
- 1930 – Era de maggio/Comme o zuccaro (Phonotype, E 5443)
- 1930 – Torna maggio/Serenata a Surriento (Phonotype, E 5491)
- 1930 – Piscatore 'e Pusilleco/Mandulinata a Napule (Phonotype, E 5571)
- 1930 – Dicitencello vuje/Connola d'ammore (La voce del padrone, R 10415)
- 1930 – Ammore canta/'A canzone d' 'a felicità (La voce del padrone, R 10416)
- 1930 – Chella ca cerca 'o core.../Tutta pe' mme! (La voce del padrone, R 10417)
- 1930 – Torna!/Comme cantave tu (La voce del padrone, R 10424; lato B cantato da Franco Capaldo)
- 1930 – Quanno tramonta 'o sole/Quann'ammore vo' filà (La voce del padrone, R 10434)
- 1931 – Adduormete cu mme/Nun me scetà (La voce del padrone, R 10734; lato B con Gilda Mignonette)
- 1932 – E lluce Napule/Serenata (La voce del padrone, R 10736)
- 1933 – Stornelli 900/Signorinella (La voce del padrone, HN 67)
- 1933 – 'A sirena/Ninuccia (La voce del padrone, HN 109)
- 1933 – 'A canzone 'e Napule/Piscatore 'e Pusilleco (La voce del padrone, GW 787)
- 1934 – Mandulinata a Napule/Napule canta (La voce del padrone, GW 790; lato A con Rosetta Ferlito)
- 1935 – Silenzio cantatore/Se chiamma mistero (La voce del padrone, GW 791)
- 1938 – Vocca rossa/Rosa sfrunnata (La voce del padrone, HN 1450)
- 1938 – E canta, oj Napule.../Bionda nun chiagnere (La voce del padrone, HN 1451)
- 1938 – Tutt' 'e nuotte/Bbona ggè. Ch'aggia fa? (La voce del padrone, HN 1452)
- 1938 – Speranza caduta/È 'na catena! (La voce del padrone, HN 1453)
- 1938 – Aria nova/Sera 'e Natale (La voce del padrone, HN 1454)
- 1938 – 'Na sera 'e maggio/Comme 'a 'na vota (La voce del padrone, HN 1455)
- 1938 – È ffernuto l'ammore/Appassiunatamente (La voce del padrone, HN 1456)
- 1938 – E canta, oj Napule.../Feneste amate (La voce del padrone, HN 1457)
- 1938 – Canzona futurista/Mo' staj sola! (La voce del padrone, HN 1458)
- 1938 – Canzona 'e ll'ammore addurmuto/Dincello tu (La voce del padrone, HN 1459)
- 1938 – Tutto dorme/Si chiamma ammore (La voce del padrone, HN 1505)
- 1938 – Te voglio sempe bene/Albero 'e cerase (La voce del padrone, HN 1506)
- 1938 – Ritorna a me!/Bella luntana (La voce del padrone, HN 1507)
- 1938 – Adduormete, ammore/Primmavera malinconica (La voce del padrone, HN 1508)
- 1938 – Ammore mio luntano/Luce d' 'o mare (La voce del padrone, HN 1509)
- 1938 – 'Na sera 'e maggio/Bionda nun chiagnere (La voce del padrone, HN 1540)
- 1940 – 'Na Maria/Senza catene! (La voce del padrone, HN 1802)
- 1942 – L'ultima buscia/'N'ora 'e felicità (Fonit, 8866)
- 1946 – Chi parla 'e Napule/Chi si? (Fonit, 12342)
- 1946 – Varca luntana/Autunno malinconico (Fonit, 12343)
- 1946 – Serenata d' 'e tre canzone/Tre corde (Fonit, 12344)
- 1946 – Varca lucente/Tammurriata ggelosa (Fonit, 12345)
- 1946 – Nun me lassà/Parlame 'e Napule (Fonit, 12346)
- 1946 – Bbona furtuna/Nun sai chiagnere (Fonit, 12347)
- 1946 – Serenata a tarantella/Via nova (Fonit, 12348)
- 1946 – Fisarmonica luntana/Suspiro 'e chitarra (Fonit, 12349)
- 1946 – Malincunia d' 'a sera/Duje core 'nnammurate (Fonit, 12350)
- 1946 – Vierno/Palomma (Fonit, 12351)

### 45 giri
- 1963 – 'A canzone 'e Napule/Canzona appassiunata (La voce del padrone, 7MQ 1827)

### 33 giri
- 1970 – Vittorio Parisi Volume 2° (Phonotype, AZQ 40010)
- 1997 – Vittorio Parisi Volume 1° (Phonotype, CD 0065)

## Filmografia
- Napoli che non muore, regia di Amleto Palermi (1939)